# Liste der Einträge im National Register of Historic Places im McLean County (Illinois)

Lage des McLean County in Illinois

Die Liste der Einträge im National Register of Historic Places im McLean County in Illinois führt alle Bauwerke und historischen Stätten im McLean County auf, die in das National Register of Historic Places aufgenommen wurden.

## Legende
| NRHP | Historic Place             |
| HD   | Historic District          |
| NHL  | National Historic Landmark |

## Aktuelle Einträge
| [ 2 ] | Name                                                 | Bild                                                 | Eintragsdatum        | Lage | Ort         | Beschreibung |
| ----- | ---------------------------------------------------- | ---------------------------------------------------- | -------------------- | --- | ----------- | ------------ |
| 1     | Warren Bane Site                                     | Warren Bane Site                                     | 1982 ID-Nr. 82002588 | Nordöstlich der Kreuzung von 3000E und 750N 40° 23′ 51″ N, 88° 40′ 44″ W                                                                            | Ellsworth   |              |
| 2     | Ruben M. Benjamin House                              | Ruben M. Benjamin House                              | 1978 ID-Nr. 78003109 | 510 East Grove Street 40° 28′ 41″ N, 88° 59′ 16″ W                                                                                                  | Bloomington |              |
| 3     | Benjaminville Friends Meetinghouse and Burial Ground | Benjaminville Friends Meetinghouse and Burial Ground | 1983 ID-Nr. 83003584 | Nördlich von Holder 40° 28′ 35″ N, 88° 48′ 21″ W | Holder      |              |
| 4     | Bloomington Central Business District                | Bloomington Central Business District                | 1985 ID-Nr. 85000363 | Abgegrenzt durch Main Street, Center Street und Front Street 40° 28′ 50″ N, 88° 59′ 35″ W                                                           | Bloomington |              |
| 5     | Camelback Bridge                                     | Camelback Bridge                                     | 1997 ID-Nr. 97000383 | Brücke der Virginia Avenue über den Constitution Trail 40° 29′ 53,5″ N, 88° 59′ 1″ W                                                                | Normal      |              |
| 6     | Cedar Crest Addition Historic District               | Cedar Crest Addition Historic District               | 2006 ID-Nr. 06001022 | Abgegrenzt durch Constitutional Trail, Division Street, Highland Avenue und Fell Avenue 40° 29′ 46″ N, 88° 59′ 7″ W                                 | Normal      |              |
| 7     | Clover Lawn                                          | Clover Lawn                                          | 1972 ID-Nr. 72001479 | 1000 East Monroe Drive 40° 28′ 56″ N, 88° 58′ 47″ W                                                                                                 | Bloomington |              |
| 8     | John W. Cook Hall                                    | John W. Cook Hall                                    | 1986 ID-Nr. 86000268 | Illinois State University, US 51 40° 30′ 33″ N, 88° 59′ 32″ W                                                                                       | Normal      |              |
| 9     | George H. Cox House                                  | George H. Cox House                                  | 1985 ID-Nr. 85002838 | 701 East Grove Street 40° 28′ 40″ N, 88° 59′ 8″ W                                                                                                   | Bloomington |              |
| 10    | David Davis III & IV House                           | David Davis III & IV House                           | 1982 ID-Nr. 82000400 | 1005 East Jefferson Street 40° 28′ 50″ N, 88° 58′ 48″ W                                                                                             | Bloomington |              |
| 11    | Duncan Manor                                         | Duncan Manor                                         | 1979 ID-Nr. 79003164 | Südwestlich von Towanda abseits der IL 4 40° 33′ 5,5″ N, 88° 54′ 36,2″ W                                                                            | Towanda     |              |
| 12    | East Grove Street District–Bloomington               | East Grove Street District–Bloomington               | 1987 ID-Nr. 86003176 | 400-700 East Grove Street 40° 28′ 39″ N, 88° 59′ 22″ W                                                                                              | Bloomington |              |
| 13    | Franklin Square                                      | Franklin Square                                      | 1976 ID-Nr. 76002164 | Blöcke 300 und 400 East Chestnut Street und East Walnut Street, Block 900 North Prairie Street und North McLean Street 40° 29′ 12″ N, 88° 59′ 25″ W | Bloomington |              |
| 14    | Gildersleeve House                                   |                                                      | 1977 ID-Nr. 77001517 | 108 Broadway 40° 36′ 25″ N, 88° 59′ 18″ W | Hudson      |              |
| 15    | Robert Greenlee House                                | Robert Greenlee House                                | 1997 ID-Nr. 97000033 | 806 North Evans Street 40° 29′ 6″ N, 88° 59′ 14″ W                                                                                                  | Bloomington |              |
| 16    | John M. Hamilton House                               | John M. Hamilton House                               | 1978 ID-Nr. 78003110 | 502 South Clayton Street 40° 28′ 33″ N, 88° 59′ 10″ W                                                                                               | Bloomington |              |
| 17    | Holy Trinity Church Rectory and Convent              | Holy Trinity Church Rectory and Convent              | 1983 ID-Nr. 83003585 | 704 North Main Street und 106 West Chestnut Street 40° 29′ 6″ N, 88° 59′ 39″ W                                                                      | Bloomington |              |
| 18    | Hubbard House                                        | Hubbard House                                        | 1979 ID-Nr. 79003163 | 310 Broadway 40° 36′ 32″ N, 88° 59′ 15″ W | Hudson      |              |
| 19    | LeRoy Commercial Historic District                   | LeRoy Commercial Historic District                   | 1996 ID-Nr. 96000089 | 111-123, 200-223, 300 Center Street und 106-118 Chestnut Street 40° 20′ 49″ N, 88° 45′ 38″ W                                                        | Le Roy      |              |
| 20    | McLean County Courthouse and Square                  | McLean County Courthouse and Square                  | 1973 ID-Nr. 73002160 | Main Street, Washington Street, Center Street und Jefferson Street 40° 28′ 40″ N, 88° 59′ 39″ W                                                     | Bloomington |              |
| 21    | George H. Miller House                               | George H. Miller House                               | 1978 ID-Nr. 78003111 | 405 West Market Street 40° 28′ 56″ N, 88° 59′ 48″ W                                                                                                 | Bloomington |              |
| 22    | Miller-Davis Law Buildings                           | Miller-Davis Law Buildings                           | 1979 ID-Nr. 79003162 | 101-103 North Main Street und 102-104 East Front Street 40° 28′ 48″ N, 88° 59′ 35″ W                                                                | Bloomington |              |
| 23    | Normal Theater                                       | Normal Theater                                       | 1997 ID-Nr. 97000818 | 209 North Street 40° 30′ 33″ N, 88° 59′ 11″ W | Normal      |              |
| 24    | John Patton Log Cabin                                | John Patton Log Cabin                                | 1986 ID-Nr. 86002008 | Lexington Park District Park 40° 38′ 55″ N, 88° 46′ 48″ W                                                                                           | Lexington   |              |
| 25    | Matthew T. Scott House                               | Matthew T. Scott House                               | 1983 ID-Nr. 83000331 | 227 1st Avenue 40° 44′ 21″ N, 88° 43′ 41″ W | Chenoa      |              |
| 26    | Scott-Vrooman House                                  | Scott-Vrooman House                                  | 1983 ID-Nr. 83000330 | 701 East Taylor Street 40° 28′ 33″ N, 88° 59′ 7″ W                                                                                                  | Bloomington |              |
| 27    | Sprague's Super Service                              | Sprague's Super Service                              | 2008 ID-Nr. 08000327 | 305 East Pine Street 40° 31′ 3″ N, 88° 58′ 51″ W | Normal      |              |
| 28    | Stevenson House                                      | Stevenson House                                      | 1974 ID-Nr. 74002196 | 1316 East Washington Street 40° 28′ 18″ N, 88° 58′ 11″ W                                                                                            | Bloomington |              |
| 29    | US Army Aircraft C-53-DO-41-20124                    |                                                      | 1996 ID-Nr. 96000857 | Südlich der IL 9 40° 29′ 7″ N, 88° 55′ 52″ W | Bloomington |              |
| 30    | White Building                                       | White Building                                       | 1994 ID-Nr. 94000612 | 215-223 East Douglas Street 40° 28′ 58″ N, 88° 59′ 28″ W                                                                                            | Bloomington |              |
| 31    | White Place Historic District                        | White Place Historic District                        | 1988 ID-Nr. 88001230 | White Place, Clinton Boulevard, sowie die Ostseite der Fell Avenue zwischen Empire Street und Emerson Street 40° 29′ 27″ N, 88° 59′ 6″ W            | Bloomington |              |